# Feldverweis
Der Feldverweis ist eine Sanktion für einen Einzelspieler im Mannschaftssport, wodurch dieser für die Restspieldauer vom Spiel ausgeschlossen wird. Er kann vom Schiedsrichter auf folgende Arten verhängt werden:
- Rote Karte
- Gelb-Rote Karte

Von 1978 bis zur Einführung der Gelb/Roten Karte 1992 gab es den Feldverweis auf Zeit.